# Pomona Island (Namibia)
Pomona Island ist eine unbewohnte Felseninsel im Südatlantik etwa 200 Meter vor der Küste Namibias. Zu Ebbe und Springfluten kann die Insel zeitweilig mit dem Festland verbunden sein.
Pomona Island gehört zu den Penguin Islands. Sie liegt etwa fünf Kilometer westlich der ehemaligen, gleichnamigen Bergbaustadt Pomona, die heute eine Geisterstadt ist. Die Insel ist aufgrund ihrer Lage am Diamantensperrgebiet kaum zugänglich.
Pomona Island ist Brutplatz für unter anderem Brillenpinguine und Kormorane.